# Trybuna Ukrajiny
Trybuna Ukrajiny (ukr. Трибуна України) – emigracyjne pismo ukraińskie wydawane na pocz. lat 20. XX wieku.
Pierwszy numer pisma ukazał się w marcu 1923 roku. Stanowiło ono kontynuację „Ukrajinśkiej trybuny”, zlikwidowanej przez polskie władze z powodu artykułów dotyczących Galicji Wschodniej i Wołynia. Ukazywało się co miesiąc. Było wydawane przez zwolenników Symona Petlury. Wydawcą był Wołodymyr Ostrowski, zaś redaktorem naczelnym Ołeksandr Salikowski. Publikowane artykuły i felietony dotyczyły tych samych kwestii, co w „Ukrajinśkiej trybunie”, czyli życia emigracji ukraińskiej w Polsce, działalności emigracyjnego rządu ukraińskiego, problemów internowanych żołnierzy ukraińskich, sytuacji na sowieckiej Ukrainie, a także spraw kulturalnych, historycznych i ekonomicznych. Pismo przestało wychodzić do końca 1923 roku.